# BMW serije 5 Gran Turismo
BMW serije 5 Gran Turismo je luksuzni automobil njemačke marke BMW i proizvodi se od 2009. godine. Glavni razlog njegovog nastanka je neuspijeh serije 5 karavan u SAD-u pa je BMW odlučio napraviti luksuzniji i prostraniji automobil. To je 5 GT čiji se oblik karoserije službeno naziva PAS odnosno Progressive Activity Sedan. Poanta PAS-a je udobnost Gran Turismo automobila (npr. BMW serije 6, Ferrari 612...) izgled i funkcionalnost limuzine i SUV-a.

## Prva generacija
Prva generacija je nastala na modificiranoj platformi F01 odnosno seriji 7, prvi put je prikazana kao koncept 2009. godine. Za razliku od serije 5 karavan 5GT je više luksuzni orijentiran što pokazuje činjenica da najopremljeniji modeli imaju mjesta za 4 putnika. 5GT je u unutrašnjosti sličan seriji 7 i 5 dok je izvana nešto drugačiji. Peta vrata se otvaraju kao gepek u limuzini ili u cijelosti kao na karavanu. Vrata vozača i putnika su kao na coupe automobilima, bez okvira.

5GT poput serije 7 i 5 ima svu moguću opremu, Night Vision,Adaptive cruise control with Stop & Go feature,Blind Spot Information System,Lane departure warning system,Integral Active Steering (rear wheel steering)Head-Up Display i kamere straga, u retrovizorima i u branicima tako da na ekranu u vozilu vidite automobil iz zraka odnosno Top View.

Motori su najjači iz serije 5, 3,0 L TwinTurbo redni 6 s 306 ks i TwinTurbo V8 s 407 ks. Dizel 3,0 s 245 i 300 ks. Svi motori dolaze s automatskim mjenjačem s 8 stupnjeva. Pogon je stražnji no može se opcionalno kupiti i s xDrive-om.